# Natatolana japonensis
Natatolana japonensis är en kräftdjursart som först beskrevs av Richardson1904.  Natatolana japonensis ingår i släktet Natatolana och familjen Cirolanidae. Inga underarter finns listade i Catalogue of Life.